# 外环吴淞江桥
外环吴淞江桥，是一條跨越蘇州河（吴淞江）的桥梁，結構上屬於鋼鐵製造的拱橋，位於中國上海市環西一大道之上（近京滬高速）。
这事实的证据是：一，我亲自踏勘过。并留有相片；二，谷歌卫星地图也可印证。